# Valentine Ozornwafor
Valentine Ozornwafor (sinh ngày 1 tháng 6 năm 1999) là một cầu thủ bóng đá chuyên nghiệp người Nigeria thi đấu ở vị trí trung vệ cho câu lạc bộ Ligue 2 Sochaux theo dạng cho mượn từ Sporting Charleroi.

## Sự nghiệp câu lạc bộ
Sinh ra ở Port Harcourt, Ozonwafor gia nhập Enyimba năm 2017, sau khi gây ấn tượng khi chơi cho một đội bóng địa phương trong trận giao hữu với câu lạc bộ. Anh có màn ra mắt đội một vào ngày 3 tháng 3, trong trận hòa 0–0 trên sân khách trước Bendel Insurance, và có trận thứ hai vào ngày 17 tháng 3, một kết quả hòa trước Sunshine Stars với cùng tỉ số.

### Galatasaray
Vào ngày 28 tháng 6 năm 2019, người ta thông báo rằng Ozornwafor kí một bản hợp đồng 4 năm với Galatasaray, for a rumoured fee of €300,000.

### UD Almería (mượn)
Vào ngày 22 tháng 8, anh gia nhập câu lạc bộ Tây Ban Nha UD Almería theo dạng cho mượn mùa giải 2019-20. Ozornwafor có trận ra mắt giải vô địch vào ngày 6 tháng 10 năm 2019, vào sân thay người cho Jonathan trong trận hòa 0–0 sân khách trước Deportivo de La Coruña.

### Charleroi
Trong thông báo của Galatasaray vào ngày 21 tháng 8 năm 2021, " Một thỏa thuận đã đạt được với Charleroi để chuyển nhượng tạm thời cầu thủ bóng đá chuyên nghiệp Ozornwafor của chúng tôi trong một năm. Chúc cầu thủ của chúng tôi thành công với câu lạc bộ mới."

### Sochaux (mượn)
Sau thương vụ cho mượn đó, Charleroi kích hoạt điều khoản của Ozornwafor và chuyển anh đến Sochaux theo dạng cho mượn ở Pháp vào ngày 8 tháng 7 năm 2022.

## Sự nghiệp quốc tế
Ozornwafor thi đấu cho Nigeria ở cấp độ U-20 tại Cúp bóng đá U-20 châu Phi 2019 và ở Giải vô địch bóng đá U-20 thế giới 2019. Anh được triệu tập lên đội tuyển quốc gia vào tháng 3 năm 2019, thi đấu giao hữu với Seychelles và Ai Cập, nhưng chỉ xếp dự bị và không được sử dụng. Anh ra mắt cho đội tuyển Nigeria trong thất bại giao hữu 1–0 trước Cameroon vào ngày 4 tháng 6 năm 2021.

## Danh hiệu
Galatasaray
- Süper Kupa: 2019